# Mitty Goldin
Mitty Goldin (născut Moise Goldin; n. 17 martie 1895. Focșani – d. 29 iunie 1956) a fost un impresar francez, producător și director de săli de music hall și varietăți și compozitor evreu originar din România.

## Biografie
După ce a urmat liceul la Focșani și la Iași, unde a fost tenor în corul Mitropoliei Moldovei , Goldin a făcut serviciul militar, fiind înrolat în armata română în primul război mondial. La 16 noiembrie 1916 a fost dat dispărut în luptele de la Călugăreni. La 5 mai1917 s-a întors din captivitate. Apoi în 1918 a plecat pentru a studia dreptul la Paris.A devenit în cele din urmă ziarist, lucrând un timp, împreună cu Cincinat Pavelescu, la publicația „L'écho franco-roumain”.
În România el a fost condamnat în contumacie ca dezertor în anul 1927, dar a fost amnistiat în 1934.
A cântat ca pianist în câteva formații de muzică ușoară, lansându-se în cele din urmă ca impresar, posesor al unei agenții artistice proprii. 
A cumpărat, la un moment dat, sala Plaza din Paris, de pe Bulevardul Poissioniére, care se afla la marginea falimentului, și a transformat-o în 1934 sala de musical-hall ABC. Afacerea era considerată riscantă la vremea respectivă din cauza concurenței serioase din partea cinematografiei.
Numele "A.B.C." l-a ales intenționat, pentru a figura, după ordinea alfabetică, în fruntea programelor pariziene. 
A inovat un sistem de programe original, având afișul bazat numai pe artiști confirmați și care se reînnoia tot la 2-3 săptămâni. Acest concept a fost utilizat ulterior cu succes de către Bruno Coquatrix la sala "Olympia". 
A angajat o orchestră proprie și animatori, iar spectacolele de varietăți cuprindeau numere diverse, incluzând scheciuri umoristice, atracții, șansoane. Capul de afiș prezenta nu mai mult de 6-7 șansoane.

#### A.B.C. Edith Piaf și alții
„Le Théatre ABC” sub conducerea lui Goldin a obținut curând renume, ca scenă care consacrează vedetele. În această sală s-au produs, înainte de război, artiști ca Marie Dubas, Fréhel, Georgius, Jean Sablon, Comedian Harmonists și alții. Edith Piaf aflată la începutul carierei a asistat aici la performanțele Mariei Dubas, urmărindu-i cu atenție manierele și gesturile. Prietenul ei în acea vreme, textierul Raymond Asso reuși să -l convingă pe Goldin, după multe insistențe, să o angajeze pe "la môme Piaf" pentru trei săptămâni, între 26 martie și 15 aprilie 1937, în ciuda faptului că era debutantă și că își legase numele de cabaretul rău famat al lui Louis Leplée. Apariția lui Edith Piaf cu cinci șansoane ( „Un jeune homme chantait”, „C'est toi le plus fort”, „Browning”, „Le contrebandier”, „Correq' et réguyer”) ca „încălzire”, precedând programul comicilor Ouvrard, Felix Paquet și al duetului Gilles și Julien, a devenit un triumf.

#### Charles Trenet
În 1937, Charles Trenet, care terminase serviciul militar, i-a fost prezentat lui Mitty Goldin de  Raoul Breton, un prieten editor. Angajat pentru prima oară nu în duet cu Johnny Hess, ci ca unic solist, pentru deschiderea spectacolului de music hall de la 25 martie 1938, Trenet a primit dreptul de a cânta trei șansoane. Publicul, entuziasmat, nu l-a lăsat însă să părăsească scena, și cântărețul a trebuit să mai execute șapte, apoi zece cântece. Lumea a intrat în delir și a fost nevoie de intervenția poliției. Vedeta principală a serii, Lys Gauty s-a aflat pusă în umbră de exuberantul nou venit. Trenet a fost concediat, pentru ca după două săptămâni să reprimească anagajamentul ca vedetă a showului.

#### Bobino, Trianon și Mogador
În anii anii 1934-1936 lui Goldin i s-a încredințat direcția artistică a sălii Bobino, căreia i-a redat prestigiul. Și aici a adus cântăreți ca Fréhel, Damia, Marie Dubas, Réda Caire, Suzy Solidor, Lucienne Boyer, Charles și Johnny (Charles Trenet și Johnny Hess), Mireille et Tino Rossi. Între 1936-1937 Goldin a condus și spectacolele de la sala Trianon, iar între septembrie 1937 (când a lansat revista Ça, c'est parisien cu Mistinguett) -1939 a cumulat și direcțiunea artistică a Teatrului Mogador.
Și Stroe și Vasilache au primit de la Goldin un angajament de o săptămână, dupa ce au ajuns la el, la Paris, la recomandarea lui Constantin Tănase.
În 1936 Goldin a fost primit ca membru în Societatea compozitorilor români din București.

#### Anii 1940-1950
În timpul ocupației germane în Franța în anii 1940-1944, fiind evreu, a fost concediat și deposedat de bunuri, și a reușit să plece în exil. După eliberare, în ianuarie 1945 a reluat direcția ABC până în 1949, și a rămas co-directorul ei în asociație cu Léon Ledoux până în 1955 când s-a îmbolnăvit. Sub direcția sa, s-au produs în anii aceștia la ABC artiști de talia lui Line Renaud (în 1948), Maurice Chevalier, Bourvil, Henri Salvador,Renée Lebas,Luis Mariano, Les Compagnons de la Chanson. A patronat punerea în scenă a operetei „La P'tite Lili” cu Eddie Constantine și Edith Piaf, precum și a marelui succes „La Route fleurie” a lui Francis Lopez, cu Georges Guétary și Bourvil. Vedetele din La Route fleurie, s-au revoltat contra obligațiilor contractelor semnate cu Goldin, căci, cu greu au obținut mici întreruperi pentru a putea onora contracte paralele de cinema.
Și după război Goldin a sprijinit talente românești, ca de pildă pe Alice Cocea, care a jucat la Théatre des Capucines, (de exemplu,în piesa lui Michel Duran, „Sincèrement” 1949)

#### Les Compagnons de la chanson
În anul 1944 i s-a prilejuit lui Goldin să vadă la Teatrul Comédie française un program artistic în favoarea copiilor muncitorilor feroviari. A rămas impresionat de o formație de șase tineri cântăreți , și a decis să-i angajeze. După asocierea cu alți trei artiști, grupul avea să devină celebru sub numele de Les Compagnons de la Chanson.
Mitty Goldin a murit de accident vascular cerebral în 1956. A fost înmormântat în secțiunea 30 a cimitirului Montmartre.

## Șansoane
- Certitude - text:Pierre Varenne
- J'ai trouve le bonheur, text:L.Poterat
- Tu sais pour qui je chante (text:L.Poterat) solistă:Lys Gauty
- La conga,text:M.Goldin și P.Varenne
- La Java a l'ancienne,text:Saint-Garnier,P.Varenne și Henri Dumont
- Je ne veux plus dire,text:Saint-Garnier,P.Varenne și Henri Dumont
- La vie tout en rose , text:Saint-Granier și Henri Dumont
- Dideldidum, , text:Beda și Hugo Wiener
- Mon Riquiqui, text:P.Varenne și Saint Granier
- Embrassez-vous , text:P.Varenne, Saint-Granier, M.Goldin
- Le joueur du luth, text:P.Varenne, Saint-Granier
- Les marins ça fait des voyages (text:Raymond Asso) 1936, solistă:Edith Piaf
- Si,si,si,si
- Avant l'heure
- La valse de l'amour - cu Marguerite Monnot
- A Mexico,Rumba - text: André Hornez 1938 solist: Ray Ventura
- Veux-tu m'aimer comme autrefois? - text: André Hornez 1938 solistă: Nadia Nauty
- Le Tzigane jouait toujours -text: André Hornez,1938 solist:Ray Ventura
- Glissons - muzica:C.Oberfeld și M.Goldin, text:André Hornez și M.Goldin, solist:Georges Milton

## Operete
A contribuit la muzica operetei La Féerie blanche (1938, Teatrul Mogador) de Casimir Oberfeld, text: Louis Verneuil, Andre Hornez, la opereta Les chansons de Bilitis (Teatrul des Capucines) de Joseph Kosma (sub pseudonimul Pierre Cochereau), Jean Valmy (pseudonimul lui Edmond Roland) , Marc-Cab (pseudonimul lui Marcel Cabridens)

## Evocări
- Mitty Goldin apare ca personaj al filmului „La môme”, fiind personificat de Marc Chapiteau

## Alte surse
- Carolyn Burke No regrets: the life of Edith Piaf, Chicago Review Press, 2012
- Pierre Saka, Yann Plougastel - La Chanson francaise et francophone guide Totem , Larousse/HER 1999

## Legături externe
- Marilena Lică-Mașala - Mitty Goldin- Repere biografice, Oglinda literară octombrie 2008 după Bernard Marchois de la Amicala Edith Piaf[nefuncțională]
- Marilena Lică-Mașala - Piaf:simbol al unei epoci dispărute, interviu cu Jacques Pessis, situl Centrului cultural Pitești,13-17 octombrie 2007
- scurtă biografie pe situl Le Hall de la Chanson
- articol de G.P în situl Artline.ro 20.5-2011
- edith piaf Martin Penet - biographie illustrée avec 2 cd. BD musique Arhivat în 14 februarie 2014, la Wayback Machine.
- în situl Cimetières de France et d'ailleurs
- Helene Guettary - biografie cronologică a lui Georges Guettary pe CD Arhivat în 5 februarie 2014, la Wayback Machine.